# Rapisma sabahnum
Rapisma sabahnum är en insektsart som beskrevs av P. Barnard 1981. Rapisma sabahnum ingår i släktet Rapisma och familjen Rapismatidae. Inga underarter finns listade i Catalogue of Life.